# Santia longisetae
Santia longisetae är en kräftdjursart som beskrevs av Brian Frederick Kensley 2003. Santia longisetae ingår i släktet Santia och familjen Santiidae. Inga underarter finns listade i Catalogue of Life.